# کالیدا
کالیدا (انگلیسی: Kaleida) یک گروه دونفره از انگلستان و شهر لندن در سبک الکتروپاپ  است که در سال ۲۰۱۳ شکل گرفت. کالیدا اولین آلبوم خود را به نام فکر (Think) در سال ۲۰۱۵ عرضه کرد. گروه متشکل از کریستینا وود به عنوان خواننده و سیسیلی گولدر نوازنده کیبورد است. در سال ۲۰۱۴، قطعه ناکوک (Detune) از آلبوم آنها با همین نام، در متن فیلم اکشن جان ویک پخش شد.

## ترانه‌شناسی
آلبوم‌ها:
- (Think (2015
- (Detune , (2016
- (Tear the Roots, (2017

تک آهنگ‌ها:
- (Think (2013
- (Tropea (2013
- (Picture You (2014
- (Aliaa (2015
- (Detune (2015
- (It's Not Right (2016
- (Luftballons99 (2017